# New York City Police Department
New York City Police Department (NYPD) är den lokala polismyndigheten i City of New York i delstaten New York i USA och är numerärt landets största polisstyrka. 
NYPD startade den 23 maj 1845 med Metropolitanpolisen i Storbritanniens huvudstad London som förebild/inspiration och är en av de äldsta uniformerade polisstyrkorna i USA. 800 polismän började då patrullera på New York Citys gator.
Staden New York har 8,3 miljoner invånare och NYPD är indelat i 77 polisdistrikt (engelska: precinct). NYPD har till sitt förfogande över 9 600 polisbilar, 11 båtar, 8 helikoptrar, 45 hästar och 34 hundar.

## Bakgrund
En kommunal polis i New York grundades 1845 som ett svar på den tidens ökande brottslighet. Den ökande brottsligheten var ett resultat av en kraftigt ökande befolkning från 1820-talet och framåt och mycket ont skyldes på irländska immigranter. En reform 1845 skapade en lokal polis med Metropolitanpolisen i Storbritanniens huvudstad London som förebild/inspiration och det ersatte det tidigare systemet med nattväktare som funnits sedan 1625, då staden hette Nieuw Amsterdam och ingick i den nederländska kolonin Nya Nederländerna. År 1857 ägde en konsolidering med flera andra lokala poliskårer rum.
Under det sena 1800-talet och det tidiga 1900-talet var de övergripande trenderna inom NYPD en ökad professionalisering av polisväsendet och en ständig kamp mot korruption inom den egna kåren.
På 1990-talet, under borgmästaren Rudy Giulianis styre, infördes med stor framgång datorprogrammet CompStat samt en implementering av Broken Windows-teorin (även känt under namnet nolltolerans) inom brottsbekämpning och brottsprevention. Under 11 september-attackerna 2001 dog 23 polismän från NYPD när World Trade Center föll samman efter terroristattacken.

## Organisation
New York City Police Department leds av en civilklädd polischef (New York City Police Commissioner) som utnämns av New Yorks borgmästare och är ansvarig för hela NYPD. Den högsta uniformerade polisen bär titeln Chief of Department. Högkvarteret för NYPD är organiserat i 10 byråavdelningar.

### Gradbeteckningar
| Grad¨                                                      | Gradbeteckning           | Motsvarighet i Sverige                                   |
| ---------------------------------------------------------- | ------------------------ | -------------------------------------------------------- |
| Police Commissioner                                        | Bär inte uniform         | Regionpolischef                                          |
| Chief of Department                                        |                          | Biträdande regionpolischef                               |
| Bureau Chief                                               |                          | Polisdirektör                                            |
| Assistant Chief                                            |                          | Polismästare                                             |
| Deputy Chief                                               |                          | Polisöverintendent                                       |
| Inspector                                                  |                          | Polisintendent                                           |
| Deputy Inspector                                           |                          | Polissekreterare                                         |
| Captain                                                    |                          | Poliskommissarie (sektionschef)                          |
| Lieutenant—Commander Detective Squad Lieutenant            |                          | Kriminalkommissarie Poliskommissarie                     |
| Sergeant—Supervisor Detective Squad Sergeant               |                          | Kriminalinspektör (gruppchef) Polisinspektör (gruppchef) |
| Detective-Investigator Detective-Specialist Police Officer | bär ingen gradbeteckning | Kriminalinspektör Polisassistent                         |

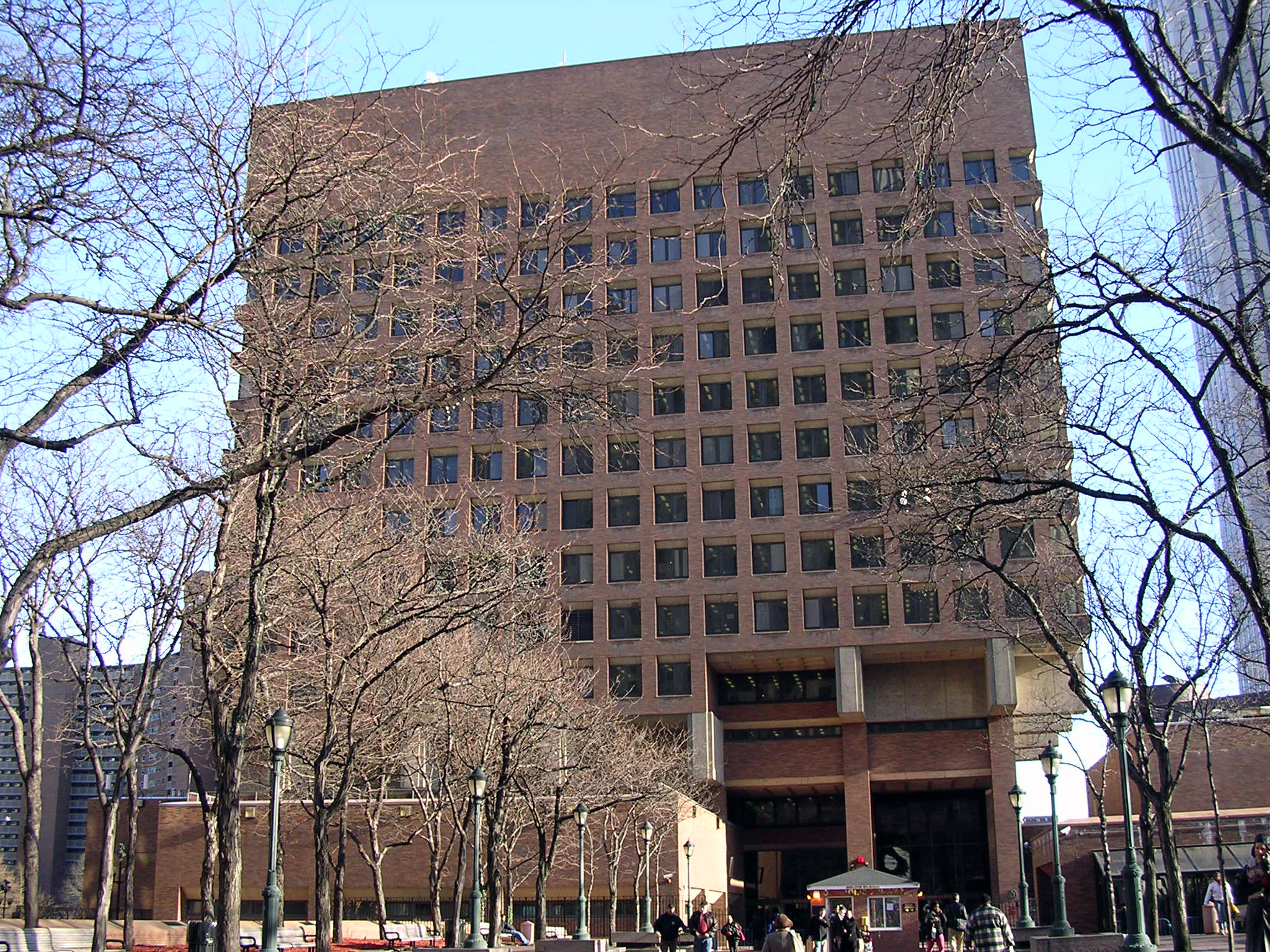
One Police Plaza är högkvarteret för NYPD sedan 1970-talet.

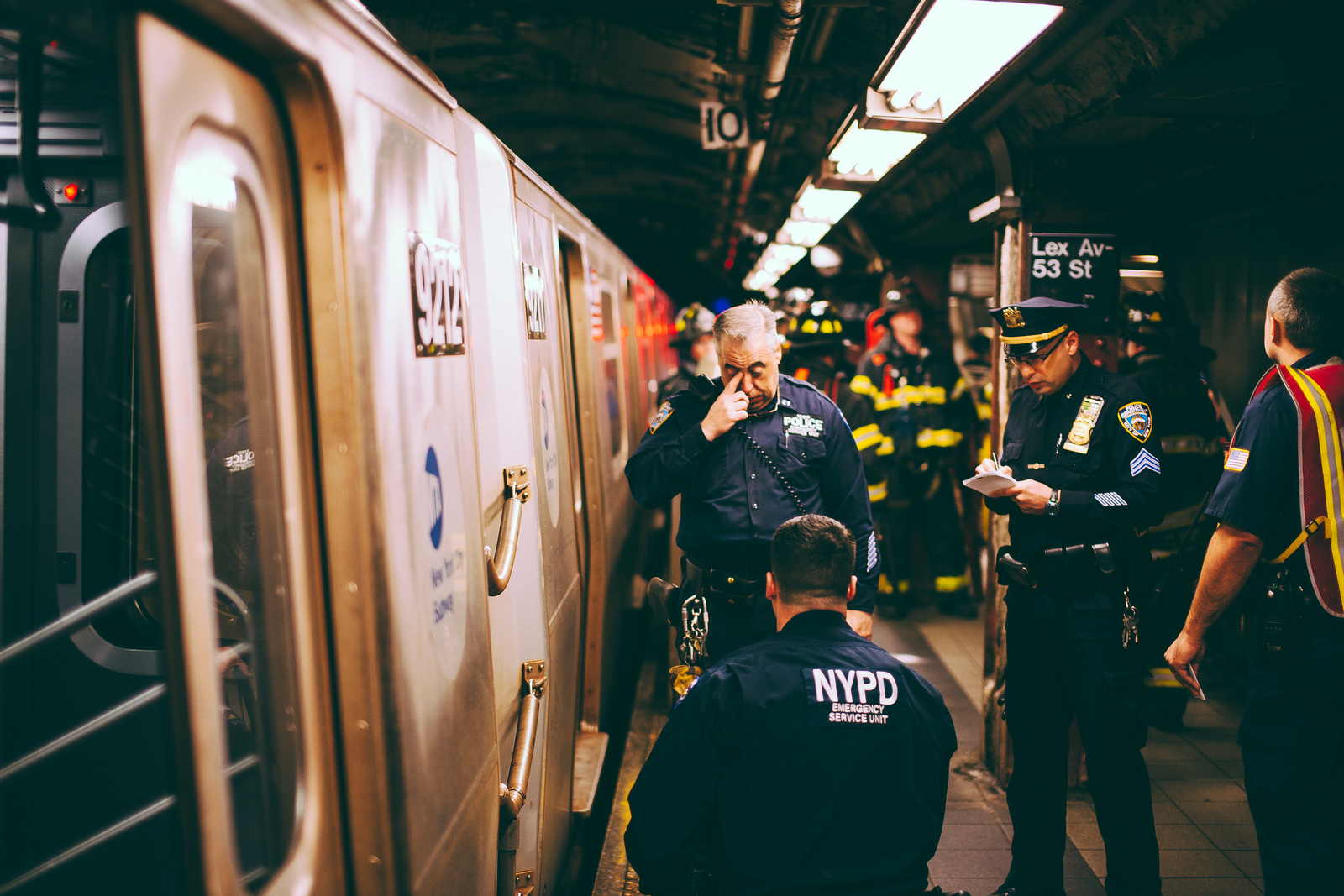
Poliser från ESU (Emergency Service Unit) utreder ett självmord vid tunnelbanestationen Lexington Avenue / 51st – 53rd Streets, 27 april 2014.

Ingångsgraden för en utredare är Detective Third Grade. Befordran kan ske till Detective Second Grade med lön som Sergeant och Detective First Grade med lön som Lieutenant. Tjänsteställningen är dock fortfarande densamma som ingångsgraden.
Grundlönen för en nyutexaminerad polisassistent vid NYPD var 2009 46 288 dollar per år. För en polisassistent med fem års anställning var lönen 69 005 dollar per år. Högsta grundlön för en polisassistent var 76 488 dollar per år. Med lönetillägg (tjänsteålderstillägg, ob-tillägg och uniformsbidrag) men utan övertids- och nattskiftsersättningar var lönen för en polisassistent med högsta grundlön 90 829 dollar per år 2010.
Högsta grundlönen för en Detective Third Grade var 87 278 dollar per år. Med lönetillägg enligt ovan var lönen 2011 97 375 dollar per år.
Högsta lönen med lönetillägg var 2010 för en Sergeant och Detective Second Grade 109 016 dollar per år.
Högsta lönen med lönetillägg var 2010 för en Lieutenant och Detective First Grade 125 163 dollar per år.
Högsta lönen med lönetillägg var 2011 för en Captain 160 000 dollar per år.

## Populärkultur

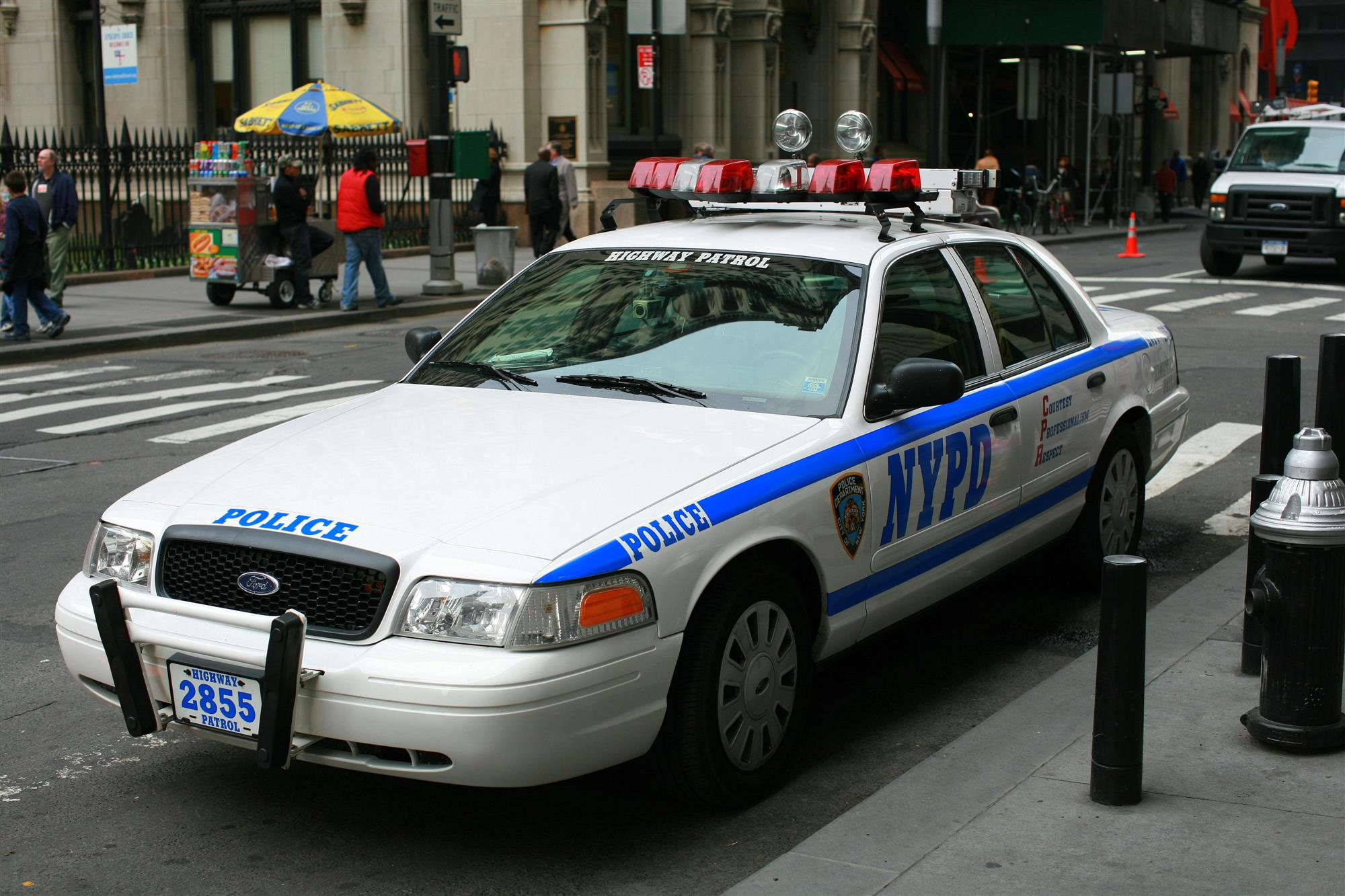
NYPD-målad Ford Crown Victoria.

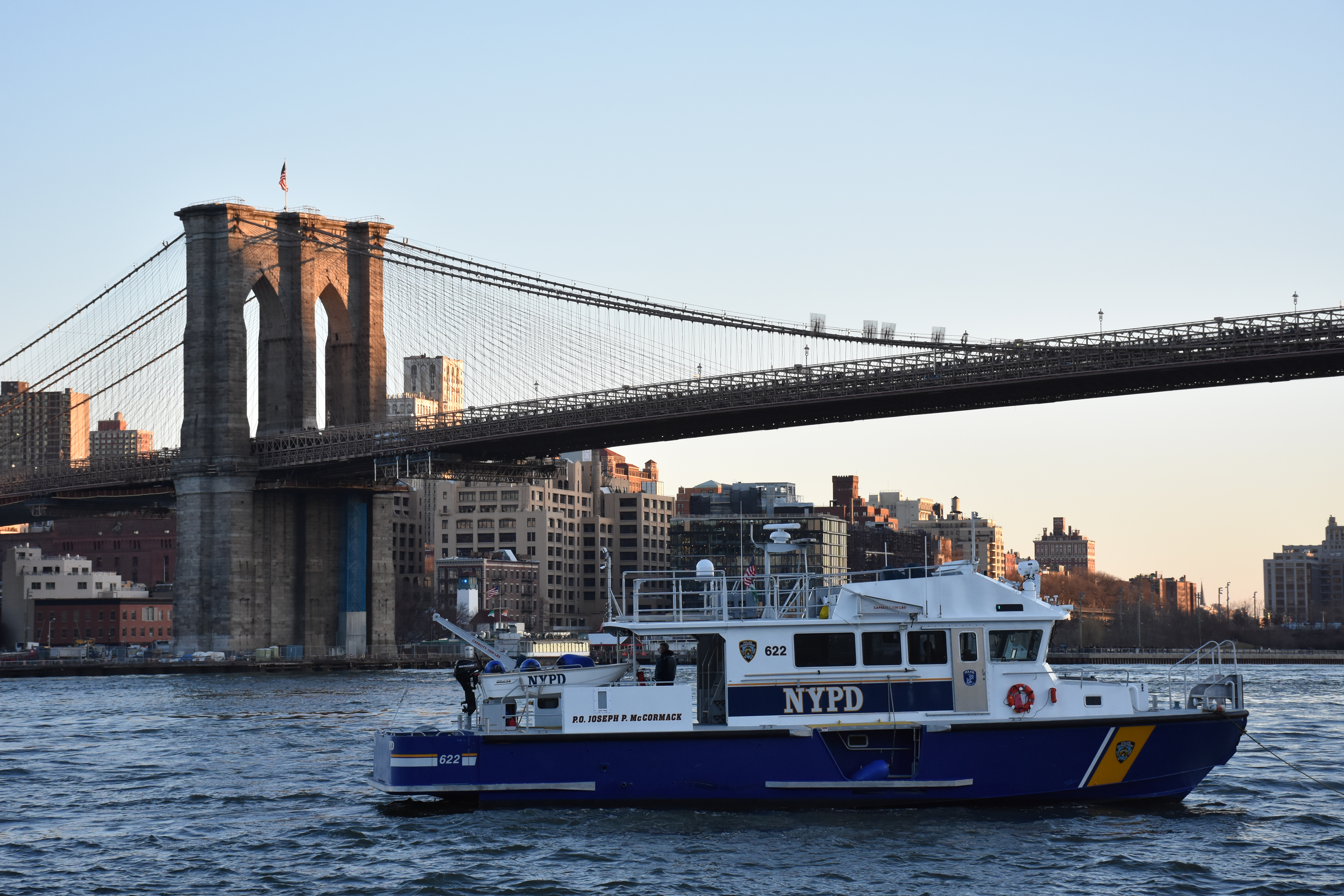
Polisbåt i East River med Brooklyn Bridge i bakgrunden.

NYPD har blivit världsberömt genom filmer och TV-serier som På spaning i New York, I lagens namn, Tredje skiftet och Brooklyn Nine-Nine.